# Centrum Informacyjno-Biblioteczne Uniwersytetu Medycznego w Łodzi
Centrum Informacyjno-Biblioteczne Uniwersytetu Medycznego w Łodzi – biblioteka Uniwersytetu Medycznego w Łodzi. Biblioteka mieści się w Łodzi przy ul. Jana Muszyńskiego 2.

## Siedziba
Siedziba biblioteki została oddana do użytku 5 października 1977. Służyła wówczas Akademii Medycznej w Łodzi. Została zrealizowana w stylu modernistycznym według projektu inż. arch. Witolda Millo. Budynek ma powierzchnię użytkową wynoszącą 4271 m², kubaturę zaś – 17 692 m³. Obiekt przewidziano na około 400 000 woluminów – jego pojemność jest niemal w całości wykorzystana. Gmach biblioteki od 1999 współdzielony jest z Katedrą i Zakładem Historii Medycyny i Farmacji. Budynek przeszedł termomodernizację w 2012 oraz gruntowny remont w 2016. Wtedy też biblioteka zmieniła nazwę na Centrum Informacyjno-Biblioteczne Uniwersytetu Medycznego w Łodzi.

## Biblioteki zakładowe
Biblioteka Uniwersytetu Medycznego ma 20 filii, tzw. bibliotek zakładowych, obejmujących około 160 000 woluminów:
- Wydziału Farmaceutycznego
- Wydziału Lekarsko-Dentystycznego
- Wydziału Wojskowo-Lekarskiego
- Katedry Pediatrii
- Zakładu Anatomii Prawidłowej i Klinicznej / Biblioteka Zakładu Cytofizjologii, Neurologii i Embriologii
- Międzyuczelnianej Katedry Nauk Humanistycznych
- Zakładu Biologii i Parazytologii Lekarskiej,
- Zakładu Mikrobiologii Lekarskiej i Immunologii,
- Zakładu Mikrobiologii Farmaceutycznej,
- Katedry Patomorfologii, Zakładu Biochemii Lekarskiej,
- Katedry Endokrynologii,
- Katedry Higieny i Epidemiologii,
- Katedry Medycyny Sądowej,
- Katedry Patofizjologii,
- Katedry Historii Medycyny i Farmacji,
- Katedry Ortopedii, Katedry Kardiologii,
- Katedry Dermatologii, Kliniki Gruźlicy i Chorób Płuc,
- Katedry Psychiatrii,
- Katedry Medycyny Nuklearnej,
- Centrum Nauczania Języków Obcych[3].

## Dyrektorzy
- Jan Szmurło (1951–1952)
- Janina Nowakowska (1952–1954)
- Andrzej Gądek (1954–1955)
- Julian Dmitrowicz (1955–1978).
- Jerzy Supady (1978–1982)
- Jadwiga Piotrowska (1982–1990)
- Ryszard Żmuda (1990-2016)[6]
- Witold Kozakiewicz (od 2016)